# Pardosa sordidata
Pardosa sordidata är en spindelart som först beskrevs av Tord Tamerlan Teodor Thorell 1875.  Pardosa sordidata ingår i släktet Pardosa och familjen vargspindlar. Inga underarter finns listade i Catalogue of Life.